# Ingrid Rumpfhuber
Ingrid Rumpfhuber, née le 3 février 1981 à Grieskirchen (Autriche), est une skieuse alpine autrichienne, spécialiste des épreuves de vitesse.

## Biographie
Membre du club de Bad Ischl, Ingrid Rumpfhuber apparaît dans le cirque blanc en 1996 dans des courses FIS et en 1999 dans la Coupe d'Europe, où elle obtient son premier podium à Tignes en 2001 sur un super G, avant de gagner à Pra Loup en descente, discipline dont elle finit en tête au classement final. En 2000, elle est vice-championne du monde junior du super G.
Elle participe à sa première course de Coupe du monde en février 2001. Un an plus tard, elle se classe sixième de la descente d'Åre, qui est son meilleur résultat dans l'élite. Elle compte trois autres top 10 en descente dans la Coupe du monde.
En janvier 2004, elle se blesse lourdement à l'entraînement à Haus im Ennstal, se faisant une double fracture à la jambe gauche.
Elle se retire en 2009, sans avoir pris part aux Jeux olympiques ou aux championnats du monde.
Elle est connue comme la compagne d'Hans Grugger.

## Palmarès

### Coupe du monde
- Meilleur classement général : 55e en 2008.
- Meilleur classement en descente : 21e en 2006.
- Meilleur résultat individuel : 6e.

#### Classements détaillés
| Saison/Classement | Général | Descente | Super G |
| Saison/Classement | Class.  | Class.   | Class.  |
| ----------------- | ------- | -------- | ------- |
| 2002              | 65e     | 25e      | 32e     |
| 2003              | 110e    | 43e      | -       |
| 2004              | 69e     | 30e      | 41e     |
| 2006              | 58e     | 21e      | 51e     |
| 2007              | 71e     | 28e      | 51e     |
| 2008              | 55e     | 24e      |         |
| 2009              | 81e     | 32e      | 48e     |

### Championnats du monde junior
- Québec 2000 :
  -  Médaille d'argent au super G.

### Coupe d'Europe
- 3e du classement général en 2001.
- Première du classement de descente en 2001.
- Première du classement de super G en 2005.
- 12 podiums, dont 3 victoires.

### Championnats d'Autriche
- Championne du super G en 2001.